# Tayla Ford
Tayla Tuahine Ford (ur. 2 lipca 1993) – nowozelandzka zapaśniczka walcząca w stylu wolnym. Olimpijka z Paryża 2024, gdzie zajęła piętnaste miejsce w kategorii do 68 kg. Dziewiąta na mistrzostwach świata w 2015 roku. 
Brązowa medalistka igrzysk Wspólnoty Narodów w 2014 i 2022; czwarta w 2018. Wicemistrzyni mistrzostw Wspólnoty Narodów w 2017. Ośmiokrotna medalistka mistrzostw Oceanii w latach 2011 – 2023.